# Сергиенко, Александр Николаевич
Александр Николаевич Сергиенко (род. 2 декабря 1971) — глава администрации Старооскольского городского округа Белгородской области (2018—2021).

## Биография
А. Н. Сергиенко родился 2 декабря 1971 года в селе Крапивное Шебекинского района.
Окончил БГТУ им. В. Г. Шухова и РАНХиГС при Президенте РФ.
Трудовую деятельность начал в 1992 году в газовом хозяйстве Шебекинского района. С 1993 по 2008 годы работал инженером, начальником технического отдела треста «Шебекиногоргаз», заместителем начальника Шебекинского управления по эксплуатации газового хозяйства. В январе 2008 года назначен председателем комитета строительства, транспорта и жилищно-коммунального хозяйства администрации Шебекинского района. Затем в течение двух лет возглавлял администрацию города Шебекино.
В августе 2010 года Александр Сергиенко занял пост первого заместителя главы администрации Шебекинского района, а затем главы Корочанского района. В 2014—2017 гг. был руководителем администрации Белгородского района.
В ноябре 2017 года Сергиенко назначен на должность первого заместителя главы администрации Старого Оскола, курируя направление по строительству, транспорту и ЖКХ. 19 января 2018 года был утвержден на посту главы администрации Старого Оскола. Его кандидатуру поддержала конкурсная комиссия и одобрили депутаты городского совета — Сергиенко получил 15 из 20 голосов.
Имеет высшее инженерно-техническое образование по специальности «Машины и аппараты химических производств и предприятий строительных материалов».
В мае 2019 года губернатор Белгородской области Евгений Савченко вручил Александру Сергиенко диплом за достижение наивысших результатов по итогам оценки эффективности деятельности органов местного самоуправления за минувший год.
С июня 2020 до сентября 2021 года был секретарем отделения партии «Единая Россия».
6 декабря 2021 года покинул пост главы в связи с переходом на другую работу.
14 декабря 2021 назначен генеральным директором ООО «Газпром межрегионгаз Белгород» и АО «Газпром газораспределение Белгород».
21 марта 2023 заключён под стражу Свердловским районным судом Белгорода по подозрению крупной взятки.
26 августа 2024 года Свердловский районный суд приговорил Сергиенко к 12 годам строгого режима и 20 млн руб. штрафа за получение взяток в крупном и особо крупном размерах .

## Награды
- медаль «За заслуги перед землей Белгородской» ll степени (от 19.06.2017)